# Calomys sorellus
Calomys sorellus је врста глодара из породице хрчкова (лат. Cricetidae).

## Распрострањење
Ареал врсте је ограничен на једну државу. Перу је једино познато природно станиште врсте.

## Станиште
Станишта врсте су жбунаста вегетација и травна вегетација од 2.000 до 4.600 метара надморске висине.

## Угроженост
Ова врста је наведена као последња брига, јер има широко распрострањење и честа је врста.